# Борисоглебский драматический театр имени Н. Г. Чернышевского
'Борисоглебский муниципальный драматический театр имени Н. Г. Чернышевского возглавлял режиссёр П. Трапезников. До переезда в город Борисоглебск театр функционировал начиная с мая 1934 года.

## История
В 1950-х годах здание театра подверглось незначительной реконструкции. Начиная с 1974 года директором театра стал Владимир Ильич Мальшин. В 1998 году на должность главного режиссёра был приглашен Адгур Михайлович Кове. Это назначение послужило началом нового этапа в истории Борисоглебского театра, продлившегося до ухода Кове весной 2005 года. Новый главный режиссёр смог изменить творческий почерк театрального коллектива, значительно улучшилось качество спектаклей, которые ставились на театральной сцене. Ощутимые перемены в лучшую сторону произошли и в театральном репертуаре.
Все эти изменения способствовали приобретению театром авторитета в профессиональной среде и привели к получению коллективом театра ряда престижных наград и призов. В данный момент театр располагается в Народном доме купца Мягкова, спроектированным в 1909 году архитектором И. Ивановым. Период мирной театральной деятельности начался с показа спектакля по пьесе «Иванов» А. П. Чехова.

## Награды
На II Международном фестивале, носящем название «Театр детства и юности XXI век», проходившем в 2001 году в городе Воронеже, Борисоглебский театр представил свой спектакль «Панночка», который заслуженно был назван одним из самых лучших на этом фестивале.
Одной из наиболее значимых наград, полученный театральной труппой, является Гран-при, а также приз, вручаемый за лучшую режиссуру, которые были завоеваны на III фестивале, проводившемся между театрами малых народов страны. Этот фестиваль, носивший название «Надежды России», состоялся в 2002 году в городе Вышнем Волочке. Директор театра Владимир Ильич Мальшин получил на нём награду «За преданное служение театру», а главному режиссёру был также вручен приз детских зрительских симпатий.
В 2003 году в городе Воронеже прошёл смотр-конкурс «Событие сезона», на котором труппа Борисоглебского театра представила спектакль М. Ладо под названием «Очень простая история». Этот спектакль стал лауреатом смотра-конкурса сразу в трех номинациях («Лучший режиссёр сезона», «Лучший спектакль сезона», «Лучшая женская роль второго плана»).

## Гастроли
Коллектив театра постоянно выезжает на гастроли. В восьмидесятых годах театральная труппа побывала с гастролями на Украине, в Белоруссии и Чехии, Словакии. Сейчас она дает до 150 различных спектаклей в сельских областях. Актёры выезжают со своими театральными постановками в Воронежскую область, а также в близлежащие области, такие как Саратовская, Волгоградская, Тамбовская и пр.

## Реконструкция
Поскольку здание Борисоглебского театра имени Чернышевского является памятником истории и архитектуры 1911 года постройки, в нём были проведены работы по масштабной реконструкции, осуществлявшиеся с целью улучшить внешний облик театра, максимально сохранив при этом его первоначальный вид. Во время строительных работ была произведена реставрация фасада и крыши здания, заменены настил сцены и различное сценическое оборудование, была установлена компьютерная система, регулирующая освещение сцены, произведены работы по замене электропроводки, были отреставрированы старинные люстры и сделан косметический ремонт внутреннего помещения театра.

## Репертуар
В репертуар театра входили следующие спектакли: А. Островский — «Поздняя любовь», Ф. Дюрренматт — «Визит старой дамы», Н. Садур — «Панночка», Т. Уильямс — «Кошка на раскаленной крыше», Ф. Г. Лорка — «Дом Бернарды Альбы», А. Чехов — «Медведь», Ф. Аррабаль — «Пикник», В. Ольшанский — «Зимы не будет».
Директор театра В. И. Мальшин получил звание «Почетный житель города Борисоглебска» в 2010 году.